# Bohusläns regemente
Bohusläns regemente (I 17) var ett infanteriförband inom svenska armén som verkade i olika former åren 1720–1992. Förbandsledningen var från 1913 förlagd i Uddevalla garnison i Uddevalla.

## Historia

Anders Fredrik Reuterswärd i uniform m/1792 för Bohusläns regemente med epåletter för en kapten eller major.

### Bildandet
Den 21 december 1720 delades Riksänkedrottningens livregemente till häst i två delar, där regementets "bohuslänska" skvadron tillsammans med Bohusläns dragonbataljon sammanslogs till ett regemente, vilket antog namnet Bohusläns kavalleri- och dragonregemente. Den södra bataljonen i det nya regementet förblev kavalleri, och den norra bataljonen (Bohusläns dragonbataljon) förblev dragoner, därav namnet.
År 1727 omorganiserades regementet och antog namnet Bohusläns dragonregemente (även Bohusläns gröna dragoner). Från 1776 antogs namnet Bohusläns lätta dragonregemente (även Bohusläns regemente till häst och fot), samtidigt som den norra bataljonen omorganiserades till infanteri. År 1791 omorganiserades även den södra bataljonen till infanteri och regementet antog namnet Bohusläns regemente. Vid den tidpunkten bestod regementet av 904 man fördelade på åtta kompanier. Under Gustav III:s ryska krig åren 1788–1790 försvarade större delar av regementet befästningarna efter västkusten, bland annat Karlstens och Varbergs fästning, samt den då befästa staden Göteborg.
Den rangordning som hade fastställts i 1634 års regeringsform började halta och skapa luckor efter freden i Fredrikshamn den 17 september 1809, då Finland tillföll Ryssland och de svenska regementena i Finland upplöstes. Därmed fanns det ett behov av att skapa ett nytt system. Under kronprins Karl Johans tid infördes 1816 ett nytt numreringssystem, där de svenska regementena genom en generalorder den 26 mars 1816 tillfördes ett officiellt ordningsnummer, till exempel № 17 Bohusläns regemente. Till grund för numreringen låg inte bara ett regementes status, utan också de svenska landskapens inbördes ordning, samt att Svealand, Götaland och Norrland skulle varvas. De lägsta ordningsnumren tilldelades "liv- och hus- trupperna". Dessa nummer hade dock ingenting med rangordningen att göra, vilket bland annat framgår av gamla förteckningar där infanteri- och kavalleriförband är blandade just med hänsyn till rang och värdighet.

### 1901 års härordning
Inför 1901 års försvarsbeslut föreslog chefen för generalstaben, generalmajor Axel Rappe, att ett nytt infanteriregemente skulle bildas inom I. arméfördelningen. Stommen till det nya regementet föreslogs hämtas från Västgöta-Dals regemente och Bohusläns regemente. De kvarvarande delarna av de två regementena föreslogs då att sammanslås och bilda Bohus-Dals regemente inom III. arméfördelningen. Regeringen förordade dock att Västgöta-Dals regemente och Hallands bataljon skulle sammanslås och bilda ett nytt infanteriregemente avsett för I. arméfördelningen.

### Ordningsnumret
I samband med 1914 års härordning justerades 1914 samtliga ordningsnummer inom armén. För till exempel Bohusläns regemente innebar det att regementet blev tilldelad beteckningen I 17. Justeringen av beteckningen gjordes för att särskilja regementen och kårer mellan truppslagen. Det med bakgrund till att namn och nummer som till exempel № 3 Livregementets grenadjärkår och № 3 Livregementets husarkår kunde förefalla egendomliga för den som inte kände till att förbanden ifråga tillhörde skilda truppslag.

### 1925 års försvarsbeslut
Genom försvarsbeslutet 1925 angavs att Bohusläns regemente tillsammans med Västgöta regemente skulle från den 1 januari 1928 sammanföras till ett nytt regemente, benämnt Västgöta-Bohus regemente. Västgöta-Bohus regemente skulle samtidigt förläggas till Vänersborg. Vid 1926 års riksdag ändrades dock beslutet till att regementet skulle förläggas till Uddevalla. Därav kom regementet behålla sitt namn som Bohusläns regemente. Som en vidare konsekvens av försvarsbeslutet upplöstes den III. infanteribataljonen vid Bohusläns regemente. Vidare tillkom även om personal och förbandsdelar från Västgöta regemente.

### 1974 års regeringsform
I samband med att 1974 års regeringsform trädde i kraft den 1 januari 1975, ändrades namnet från Kungliga Bohusläns regemente till enbart Bohusläns regemente. Samtidigt fråntogs Konungen den formella rollen som högste befälhavare för krigsmakten, vilket även kom att gälla rollen som förbandschef över gardesförbanden. Från den 1 januari 1975 blev monarken istället hederschef över gardesförbanden.

### OLLI-reformen
I samband med OLLI-reformen, vilken genomfördes inom försvaret åren 1973–1975, bildades A-förband samt B-förband. A-förbanden var regementen som tillfördes ansvaret för ett försvarsområde, och vilka betecknades som försvarsområdesregemente. Försvarsområdesregementena tillfördes samtidigt mobiliserings- och materialansvaret inom försvarsområdet. Detta medförde att de arméförband som ingick i ett försvarsområde kom att bli ett B-förband (utbildningsregemente). I Skåne, på Västkusten och i Norrbotten gjordes vissa avsteg från den principiella organisation, det vill säga att ett försvarsområdesregemente tilldelades det samlade mobiliseringsansvaret inom försvarsområdet. På Västkusten gjordes avsteget inom Göteborgs och Bohus försvarsområde (Fo 34), där Göteborgs kustartilleriförsvar blev försvarsområdesmyndighet och fick det samlade mobiliseringsansvaret inom försvarsområdet. Men mobiliseringsansvaret omfattade inte fackmässigt mobiliseringsansvaret för de brigader som utbildas vid Bohusläns regemente. Bohusläns regemente kom att organiseras som ett B-förband, men med särskilt mobiliseringsansvar inom Göteborgs och Bohus försvarsområde samt inom norra delen av Älvsborgs försvarsområde (Fo 34). Den 1 juli 1975 trädde Bohusläns regemente in i den nya organisationen som ett utbildningsregemente.

### Regementets nedläggning
Genom försvarsutredning 88 stod det klart att skulle fyra brigadproducerande regementen avvecklas. Bakgrunden var att de ekonomiska problem som uppkommit inom försvaret under 1970-talet och 1980-talet, kvarstod och rätades ej ut i samband med försvarsbeslutet 1987. Därför begärde Regeringen Carlsson I en ny utredning från överbefälhavaren Bengt Gustafsson, Försvarsutredning 88 (FU 88), om arméns utveckling. Utredningen ledde till att Riksdagen i december 1989 beslutade om att armén från den 1 juli 1992 skulle bestå av 18 brigader (en minskning med 11 brigader). I valet av vilka brigadproducerande regementen som skulle avvecklas ställdes hela tio regementen mot varandra. Värmlands regemente (I 2/Fo 52) i Karlstad, Livregementets grenadjärer (I 3/Fo 51) i Örebro, Livgrenadjärregementet (I 4/Fo 41) i Linköping, Kronobergs regemente (I 11/Fo 16/18) i Växjö, Norra Smålands regemente (I 12/Fo 17) i Eksjö, Hälsinge regemente (I 14/Fo 21) i Gävle, Älvsborgs regemente (I 15/Fo 34) i Borås, Hallands regemente (I 16/Fo3l) i Halmstad, Bohusläns regemente (I 17) i Uddevalla och Norra skånska regementet (P 6/Fo 14) i Kristianstad.
I den process som följde ställdes regementen inom militärområdena mot varandra. Inom Västra militärområdet ställdes Älvsborgs regemente (I 15/Fo 34) och Hallands regemente (I 16/Fo 31) mot Bohusläns regemente (I 17). Älvsborgs regemente ansågs ur beredskapssynpunkt lämpligt lokaliserat med hänsyn till närheten till Landvetter och Göteborg, men även det centrala läget i västra Sverige sett ur resesynpunkt för de värnpliktiga. Hallands regemente ansågs ha goda möjligheter att utbilda en infanteribrigad för denna del av landet. Till fördel för Älvsborgs regemente (I 15/Fo 34) och Hallands regemente (I 16/Fo 31) var även att de båda var försvarsområdesregementen medan det territoriella ansvaret för Göteborgs och Bohus försvarsområde upprätthölls av Västkustens marinkommando. Regeringen förslog därmed att Bohusläns regemente (I 17) skulle avvecklas. Kvar i Uddevalla skulle försvarsområdesgruppen Bohusgruppen kvarstå. Avvecklingen av grundutbildningen i Uddevalla skulle vara helt genomförd den 30 juni 1992. Genom samma försvarsutredning beslutades att samtliga brigader organiserade som Infanteribrigad 66 (IB 66) skulle utgå ur krigsorganisationen. Bohusbrigaden kom därmed att upplösas den 30 juni 1991 och regementet tillsammans med Göteborgsbrigaden den 30 juni 1992.

## Ingående enheter
Genom 1901 års härordning fastställdes att tillgång till trupp skulle regleras genom allmän värnplikt, vilket bland annat resulterade i att infanteriregementena utökades med en bataljon och kom att omfatta tre infanteribataljoner. I samband med krigsutbrottet 1914 fastställdes försvarsbeslutet 1914, vilket bland annat medförde att linjeregementet I 17 organiserades och mobiliserades. I likhet med övriga infanteriregementen skulle också ett reservregemente sättas upp, dock kom dessa aldrig att mobiliseras. Vidare infördes en brigadorganisation inom armén, där två infanteriregementen bildade en brigad. I 6 tillsammans med I 17 bildade 2. infanteribrigaden, ingående i III. arméfördelningen. Genom försvarsbeslutet 1925 reducerades försvaret kraftigt. Bland annat utgick reservregementena och antalet arméfördelningar reducerades med två. Vidare reducerades samtliga infanteriregementen med en bataljon och kom att från den 1 januari 1928 bestå av två infanteribataljoner. Det tidigare linjeregemente ersattes samtidigt med begreppet fältregemente. Som en följd av försvarsnedskärningarna under slutet av 1920-talet, kunde regementet vid krigsutbrottet 1939 endast mönstra två bataljoner, dock var dessa inte helt fulltaliga eller rustade. I den nya organisationen kom regementet att underställas chefen för Västra arméfördelningen. Genom försvarsbeslutet 1942 stärktes dock försvarets krigsorganisation, vilket bland annat medförde att infanteriregementena tillfördes en tredje bataljon, samt att i stort sett samtliga kom att sätta upp två fältregementen. Dels det ordinarie regementet, dels ett helt nytt som blev ett så kallat dubbleringsregemente. Dubbleringsregementet erhöll det ordinarie regementets nummer plus 30. Det vill säga att fältregementena numrerades som i Bohusläns regementes fall, I 17 och I 47. Det fredstida regementet betecknades som I 7 depå, för att särskilja det från krigsförbanden. Genom försvarsbeslutet 1948 kom fältregementena att omorganiseras till brigader.
Bohusläns regemente var ett av de regementen som utbildade en så kallad idrottspluton. Detta var värnplikt anpassad för lovande idrottare där en stor del av dagprogrammet kunde läggas på fysisk träning och idrottsutövande. Därav kom flera kända idrottare genomföra sin värnpliktstjänstgöring vid regementet.

### 6.infanteribrigaden
6. infanteribrigaden var en infanteribrigad inom III. arméfördelningen som verkade åren 1915–1927 och bestod av Västgöta regemente och Bohusläns regemente.

### Bohusbrigaden
Bohusbrigaden (IB 17) bildades 1949 genom att fältregementet Bohusläns regemente (I 17) omorganiserades till brigad. Genom försvarsbeslutet 1972 kom brigaden att bli regementets sekundära brigad. Brigaden kom att upplösas den 30 juni 1992 i samband med försvarsutredning 1988, där det beslutades att samtliga brigader organiserade efter förbandstypen IB 66M skulle avvecklas senast den 30 juni 1992.

### Göteborgsbrigaden
Göteborgsbrigaden (IB 47) bildades 1949 genom att fältregementet Göteborgs regemente (I 47) omorganiserades till brigad. Genom försvarsbeslutet 1972 kom brigaden kom att bli regementets anfallsbrigad, då den antogs till brigadorganisationen IB 77. Genom försvarsutredning 1988 upplöstes brigadstaben den 30 juni 1992.

### Utbildningskompanier
| 1791 1. Livcompagniet 2. Överstelöjtnantens Compagnie 3. Majorens Compagnie (Lane Compagnie) 4. Södernäs Compagnie 5. Bullarens och Söderbygdens Compagnie 6. Södra Compagnie 7. Tanums Compagnie 8. Fräkne Compagnie | 1833 1. Livkompaniet 2. Lane kompani 3. Södra kompaniet 4. Fräkne kompani 5. Stångenäs kompani 6. Bullarens kompani 7. Tanums kompani 8. Sotenäs kompani | 1992 1. Livkompaniet 2. Lane kompani 3. Södra kompaniet 4. Fräkne kompani 5. Stångenäs kompani 6. Bullarens kompani 7. vakant 8. Tanums kompani 9. Sotenäs kompani |

## Förläggningar och övningsplatser

### Förläggning
Regementet som samlats och vapenövats på mötesplatsen vid Backamo under längre tid, skulle år 1913 få ny hemort i Uddevalla. I början av 1900-talet stod striden het mellan Göteborg och Uddevalla, om vilken av städerna som skulle få Bohusläns regemente placerat hos sig. Till slut stod Uddevalla som segrare. I Uddevalla hade funnits planer på att förlägga kasernbyggnaderna på Herrestadsslätten men till sist blev det Kvarnberget vid Bäveån mittemot Fossum. Flytten från Backamo till de nya kasernerna högtidlighölls genom en ceremoni den 27 september 1913.
Den 14 oktober 1913 flyttade regementet in det nya kasernetablissemanget, vilket bestod av ett kanslihus, tre bataljonskaserner, kök och matsal, gymnastikhall, förrådsbyggnader, stall, sjukhus och bostäder för underofficerare. Etablissemanget var ritat av arkitekten Victor Bodin som utgick från 1901 års häradsordnings byggnadsprogram efter Kasernbyggnadsnämnens första typritningsserie. Totalt uppfördes ett 80-tal byggnader inom området. Under 1970-talet uppfördes en ny militärrestaurang, vilken har en utformning som en Natulussnäcka. Efter att regementet avvecklades kom kasernetablissemanget att utvecklas till en företagsby, där bland annat Bohusläns försvarsmuseum I 17 finns. Försvarsområdesgruppen Bohusgruppen lokaliserades från 1992 till Skredsvik i syfte att stödja och utbilda frivilligverksamheten i Bohuslän.

### Övningsplatser
Regementets föregångare hade övade sedan 1692 på Stenehed, vilket var en plats som övertogs 1720. Från 1724 började även Backamo, söder om Uddevalla, att användas som mötesplats, och helt från 1770. Efter att regementets flyttat in till Uddevalla 1913, kom Samnerödsfältet att användas som övningsplats från 1913. Från 1942 användes Bulids skjutfält och från 1943 även Ramsvik skjutplats. Då samtliga platser inte var optimala för utbildning av förband i brigadstorlek började Armén att leta efter en plats att bygga upp ett nytt skjut- och övningsfält. I mars 1974 lades ett förslag fram för riksdagen om att ett område om ca 1.600 ha omkring en mil norr om regementets kasernområde skulle förvärvas. År 1981 togs det nya skjutfältet i bruk, vilket fick namnet Sågebackens skjutfält.

## Heraldik och traditioner

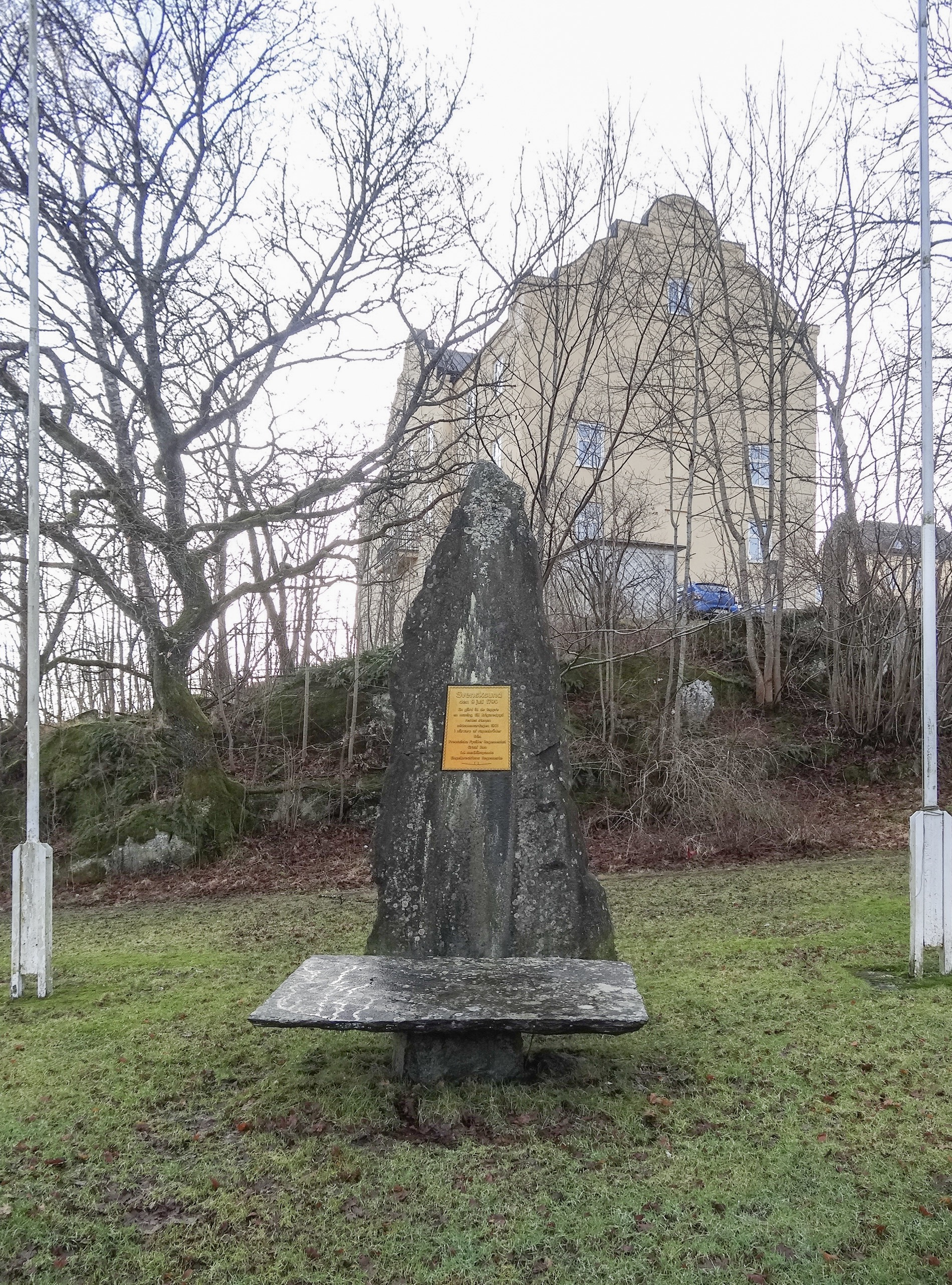
Minnessten över slaget vid Svensksund i regementsparken i Uddevalla. I bakgrunden regementets kanslibyggnad.

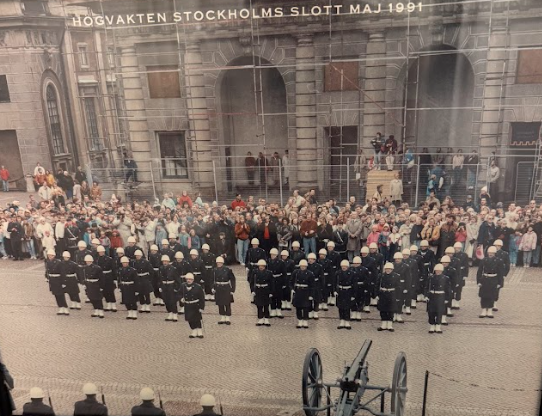
Regementets sista högvakt i Maj 1991

Bohusläns regemente gjorde sin sista högvakt i Stockholm i Maj 1991. I samband med att Bohusläns regemente avvecklades, kom dess traditioner från den 1 juli 1992 föras vidare av Bohusgruppen. Från den 1 juli 2013 är 40. Hemvärnsbataljon traditionsbärare för Bohusläns regemente.

### Fälttåg
Fälttåg och slag som regementet deltagit vid:
- Teaterkriget mot Danmark-Norge
  - 1788 Slaget vid Kvistrum - Norra Bataljonen (Osäkra uppgifter)(Överste Tranefelt deltog).
  - 1789 Slaget vid Elgön - Norra Bataljonen
- Gustav III:s ryska krig
  - 1790 Slaget vid Svensksund

### Förbandsfanor
Regementets sista fana, fastställd och överlämnad 1961 vid regementets 300-årsjubileum, bär regementets segernamn: Lund 1676, Landskrona 1677, Helsingborg 1710, Gadebusch 1712 och Svensksund 1790. Fanduken domineras av svärdet, tornet och lejonet, symboliserande de tre viktiga soldategenskaperna tapperhet, uthållighet och mod.

### Kamratförening
Vid Bohusläns regemente bildades 1936 kamratföreningen Bohusläns regementes kamratförening, vilken är en ideell förening och har som syfte att vara en länk och samlingsplats mellan anställda eller värnpliktiga som tjänstgjort vid Bohusläns regemente, vidare vårdar föreningen förbandets minne och traditioner.

### Minnesstenar
Regementet reste år 1901 en minnessten över slaget vid Svensksund på sin dåvarande lägerplats Backamo, i samband med ett besök av det tyska regementet Graf Roon. Detta tyska regemente härleds från det dåvarande till Pommern förlagda svenska Psilanderhielmska regementet, som 1796 fick namn efter den nytillträdde chefen von Engelbrechten. När regementet flyttade in i Uddevalla, flyttades minnesmärket till den näraliggande regementsparken vid nuvarande Bohusläns Försvarsmuseum.
Inom det före detta regementet i Uddevalla finns ett monument i bohusgranit uppfört med inskriptionen: "Här utbildades krigsmän åren 1913 till 1992". Monumentet är placerat utanför det dåvarande kanslihuset. Det finns även tavlor som målades vid nedläggningen till minne av regementet. De målades av konstnären P.A Palmqvist och delades ut till dem som var anställda vid regementet när beslutet om nedläggningen togs 1988. Tavlan gjordes i 380 exemplar varav bland annat ett finns på den gamla bevarade Officersmässen på regementet.

## Förbandschefer
Regementschefer verksamma vid regementet åren 1716–1997.

- 1716–1728: Thure Gabriel Bielke
- 1720–1721: Jean Louis Bousquet (Tf.)
- 1722–1724: Johan Fredrik Didron (Tf.)
- 1728–1740: Axel Erik Roos
- 1740–1746: Anders Tungelfeldt
- 1746–1758: Georg Reinhold von Köhler
- 1759–1763: Lars Åkerhielm
- 1763–1769: Georg Gustaf Wrangel
- 1769–1775: Mauritz Casimir Lewenhaupt
- 1775–1781: Axel Didrik Meijendorff von Yxkull
- 1781–1790: Jan Verner Tranefelt
- 1789–1792: Hans Henric von Essen (Tf.)
- 1790–1792: Gustaf Wachtmeister
- 1792–1793: Fredrik Adolf von Numers
- 1793–1796: Adolf Fredrik Påhlman
- 1796–1810: Johan Leonard Belfrage
- 1810–1821: Erik Henrik Vilhelm Haij
- 1818–1821: Philip von Mecklenburg (Tf.)
- 1821–1838: Philip von Mecklenburg
- 1838–1856: Georg Gillis von Heideman
- 1856–1868: Henrik Nauckhoff
- 1868–1881: Georg Fleetwood
- 1881–1882: Otto Taube
- 1881–1882: Axel Emil Rappe (Tf.)
- 1882–1885: Axel Emil Rappe
- 1885–1890: Axel Rudenschöld
- 1890–1892: Christer Oxehufvud
- 1890–1892: Mathias Fjellman (Tf.)
- 1892–1898: Mathias Fjellman
- 1898–1907: Olof Malm
- 1907–1915: Charles Tottie
- 1914–1915: Olof Werling Melin (Tf.)
- 1915–1921: Olof Werling Melin
- 1921–1923: Bengt Ribbing
- 1923–1930: Victor Landegren
- 1930–1936: Harald Malmberg
- 1936–1937: Thorsten Rudenschöld (Tf.)
- 1937–1942: Thorsten Rudenschiöld
- 1942–1948: Sven Öberg
- 1948–1957: Erik Sellin
- 1957–1963: Gunnar Smedmark
- 1963–1966: Claës Skoglund
- 1966–1971: Bertil Kamph
- 1971–1977: Gunnar Åberg
- 1977–1980: Åke von Schéele
- 1980–1982: Lars Löfberg
- 1982–1983: Arne Rolff (Tf.)
- 1983–1985: Arne Rolff
- 1985–1987: Jan-Olof Borgén
- 1987–1990: Kaj Sjösten
- 1990–1991: Lennart Bergqvist
- 1992–1992: Lars Andréasson

## I populärkultur
Filmen Bohus Bataljon från 1949 handlar om livet på regementet för tre nyinryckta.

## Namn, beteckning och förläggningsort
| Kungl Bohusläns kavalleri- och dragonregemente | 1720-12-21 | – | 1727-??-?? |
| Kungl. Bohusläns dragonregemente               | 1727-??-?? | – | 1776-??-?? |
| Kungl. Bohusläns lätta dragonregemente         | 1776-??-?? | – | 1791-??-?? |
| Kungl. Bohusläns regemente                     | 1791-??-?? | – | 1974-12-31 |
| Bohusläns regemente                            | 1975-01-01 | – | 1992-06-30 |

| № 17 | 1816-03-26 | – | 1914-09-30 |
| I 17 | 1914-10-01 | – | 1992-06-30 |

| Backamo (F)               | 1770-??-?? | – | 1913-09-27 |
| Uddevalla garnison (F)    | 1913-10-14 | – | 1992-06-30 |
| Samneröd (Ö)              | 1914-??-?? | – | 19??-??-?? |
| Bulids skjutfält (Ö)      | 1942-??-?? | – | 1992-06-30 |
| Ramsvik skjutplats (Ö)    | 1943-??-?? | – | 1992-06-30 |
| Sågebackens skjutfält (Ö) | 1981-??-?? | – | 1992-06-30 |

## Kända personer som gjort värnplikt på I 17
- Frank Andersson, fd brottare (värnplikt idrottspluton, 1981/82) [24]
- Percy Barnevik, industriman (värnpliktig sergeant)
- Bengt Baron, f d simmare, OS-Guld 100 m ryggsim i Moskva 1980
- Tomas von Brömsen, skådespelare
- Hagge Geigert, revyförfattare, TV-personlighet
- Karl Gerhard, revyartist (värnplikt 1916)
- Berndt Grundevik, arméinspektör
- Pehr G Gyllenhammar, industriman
- Ebbot Lundberg, musiker (värnplikt 1986/87)
- Harry Martinson, författare
- Leif "Loket" Olsson, programledare m.m
- Lars Tobisson, riksdagsledamot och mångårig partisekreterare i Moderaterna

## Galleri

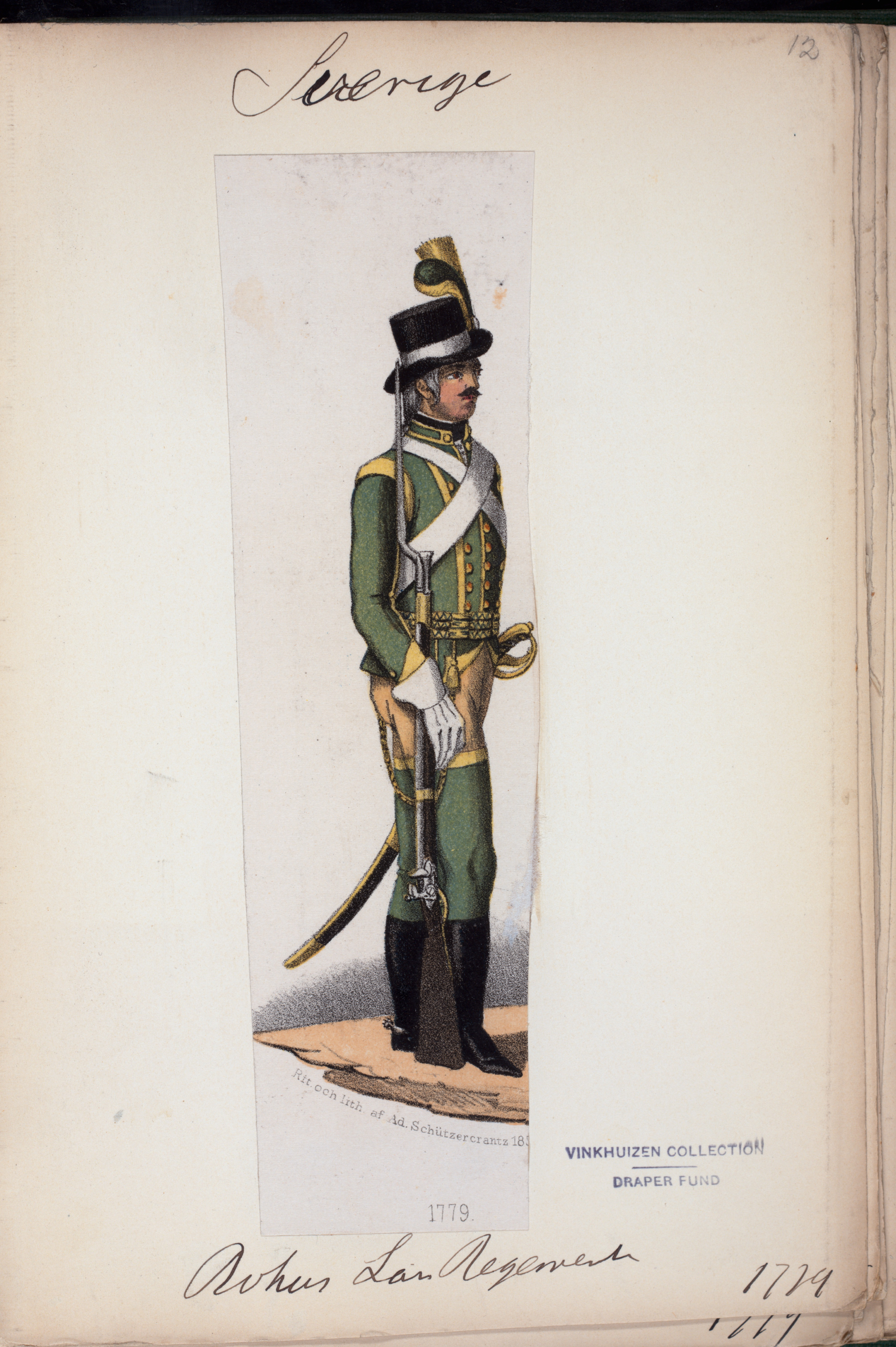
Uniform m/1779 för manskap
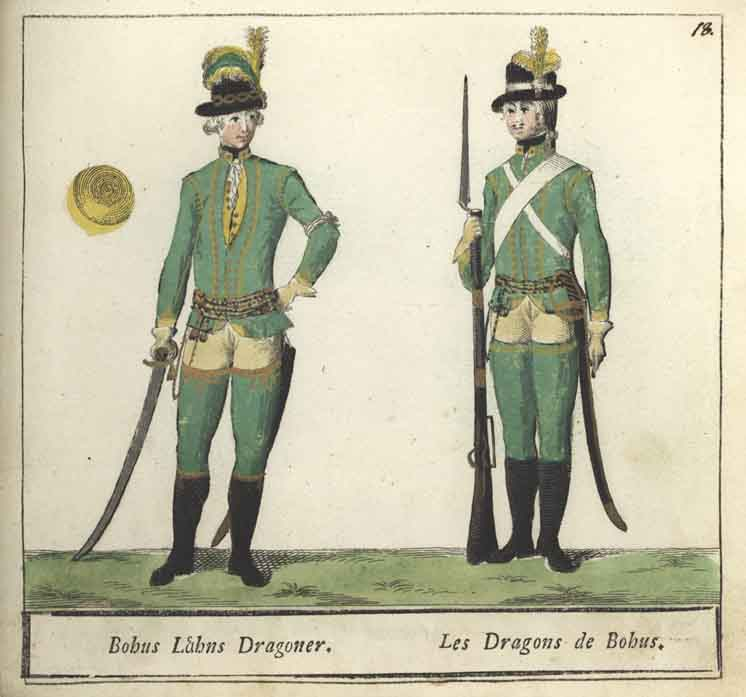
Uniform m/1779 för officer och manskap.
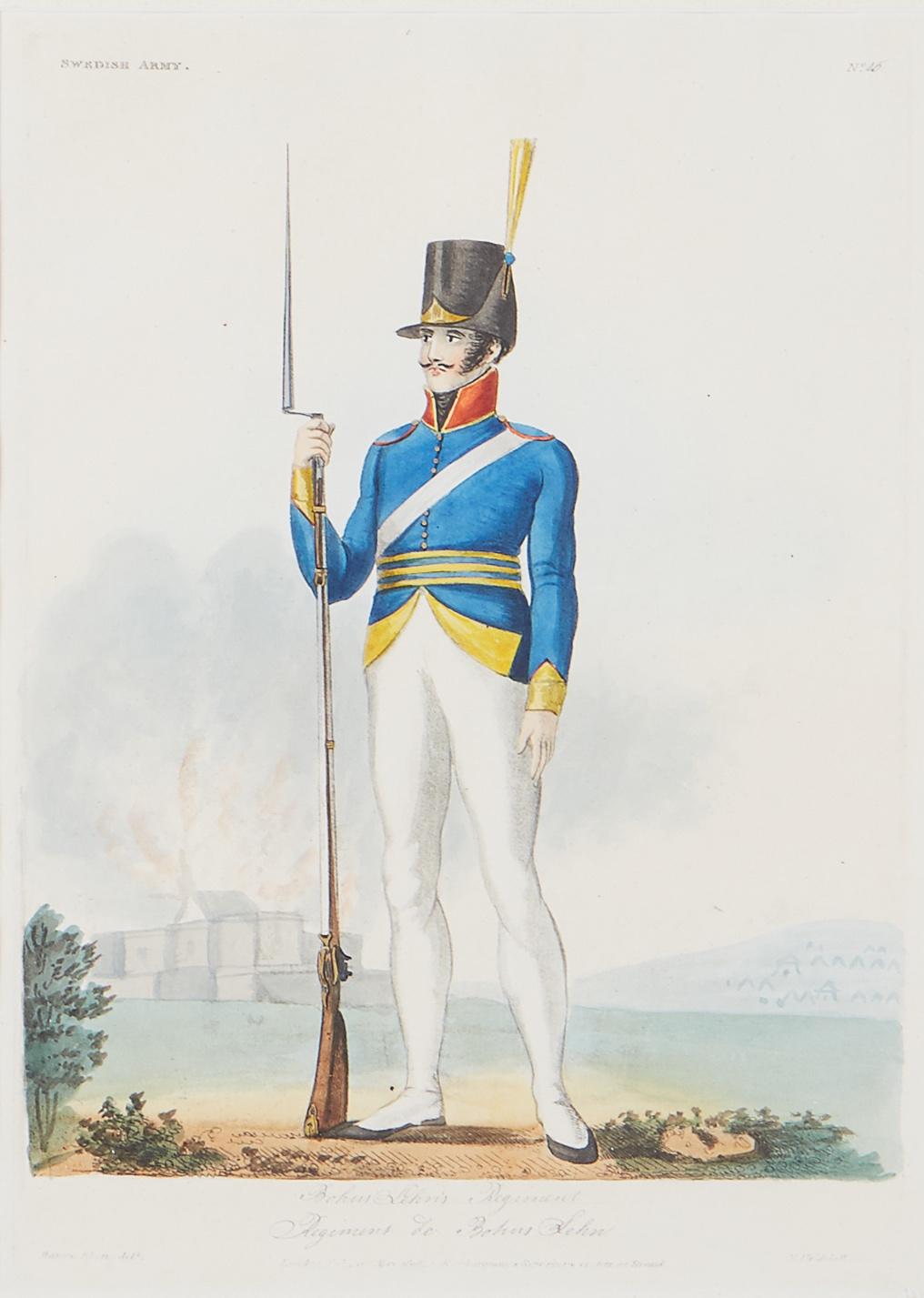
Regementets uniform m/1806.
Dragonfana från Karl XII:s tid för Bohusläns gröna dragoner.
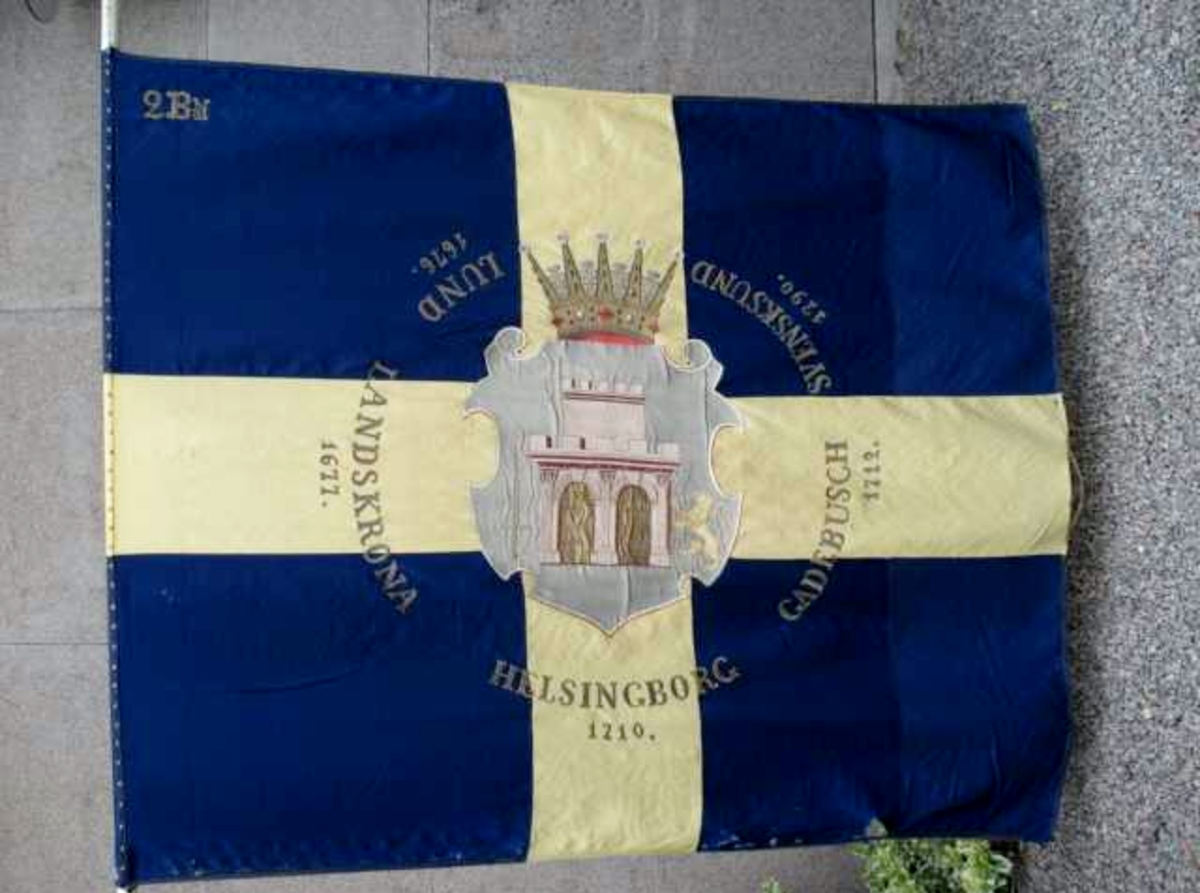
Fana m/1893, för Bohusläns regementes 2:a bataljon.
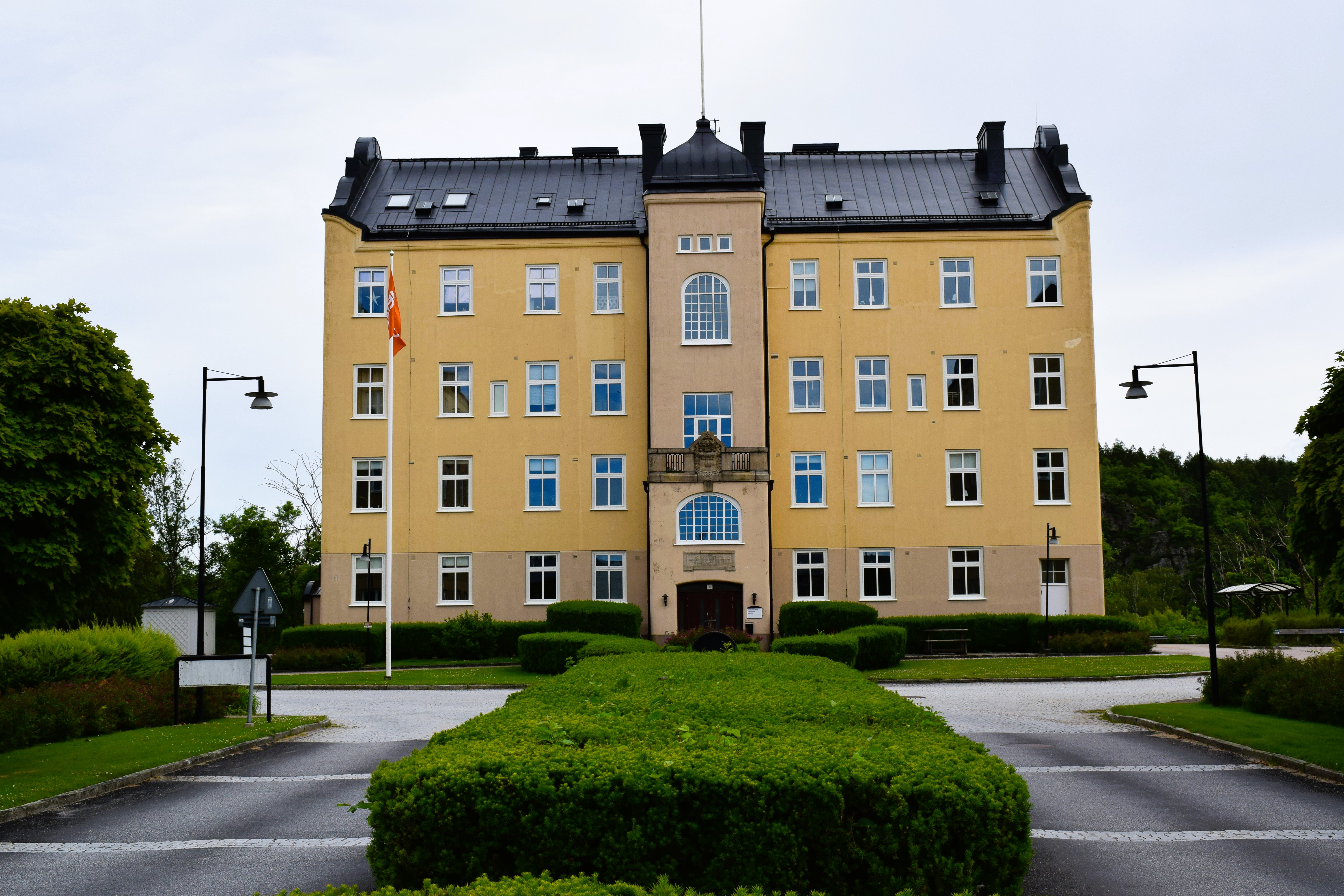
Regementets kanslihus i Uddevalla.
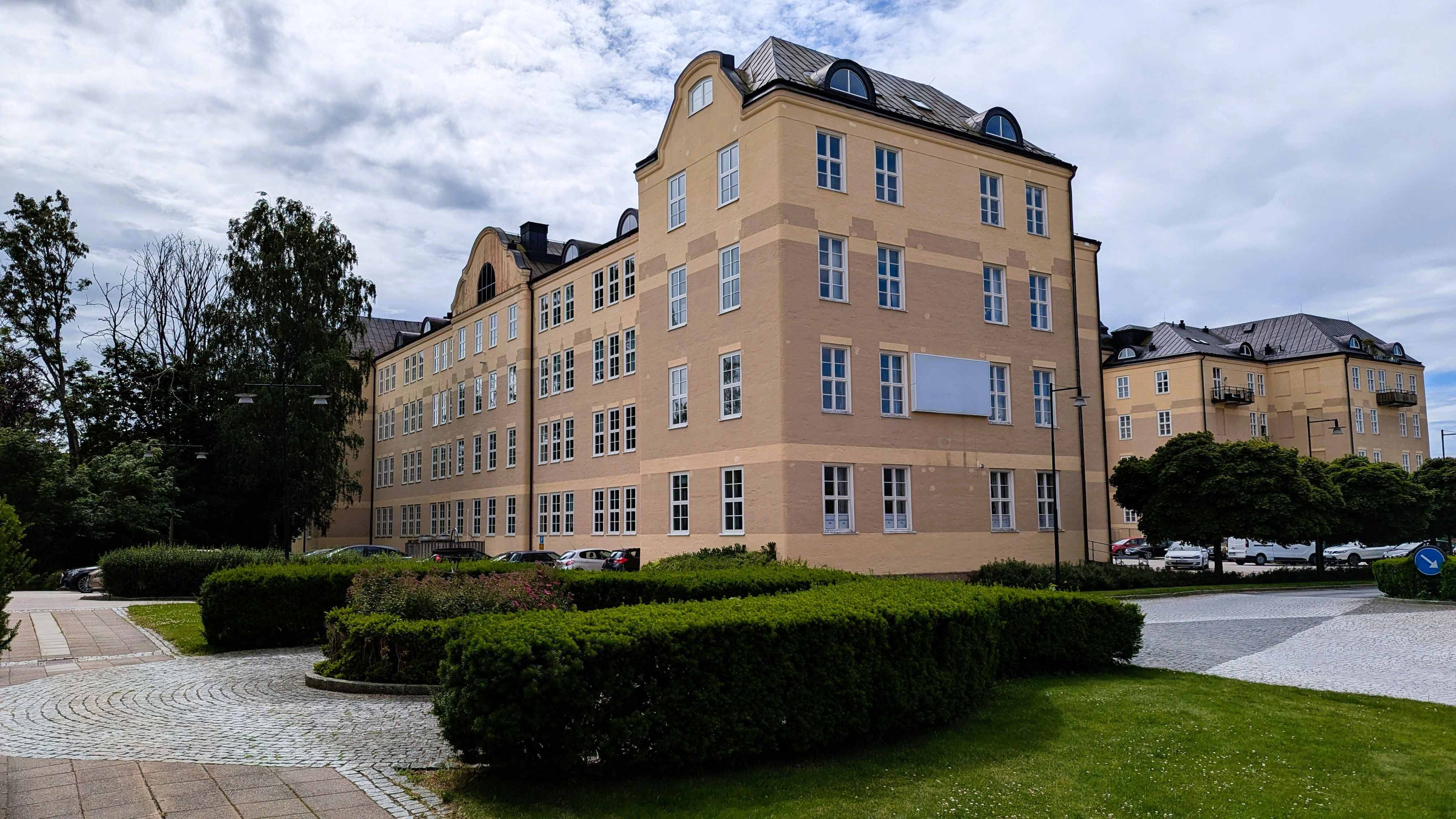
Kasern Svärdet (förgrund) och Kasern Tornet (i bakgrund) i Uddevalla.
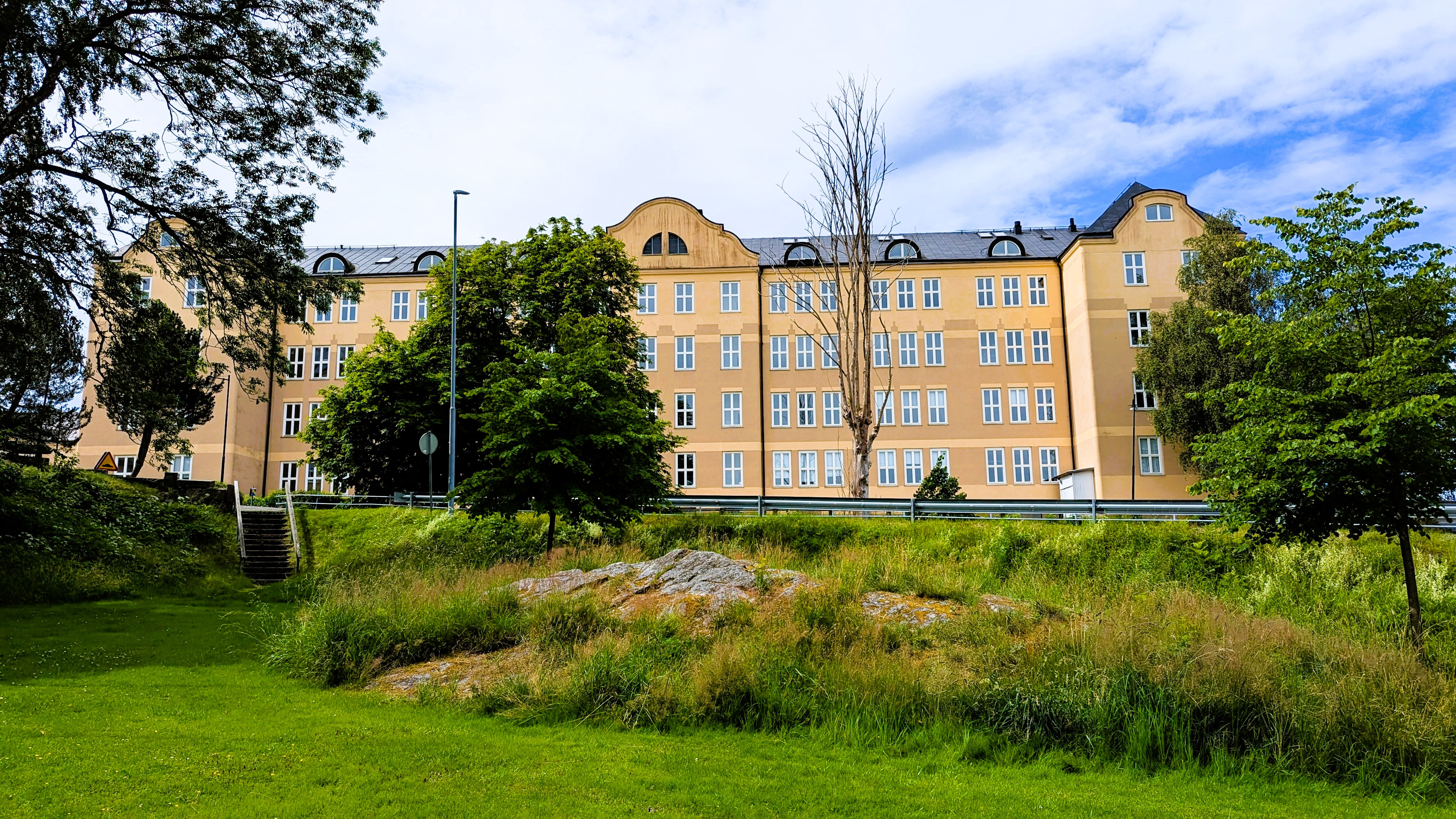
Kasern Lejonet i Uddevalla.
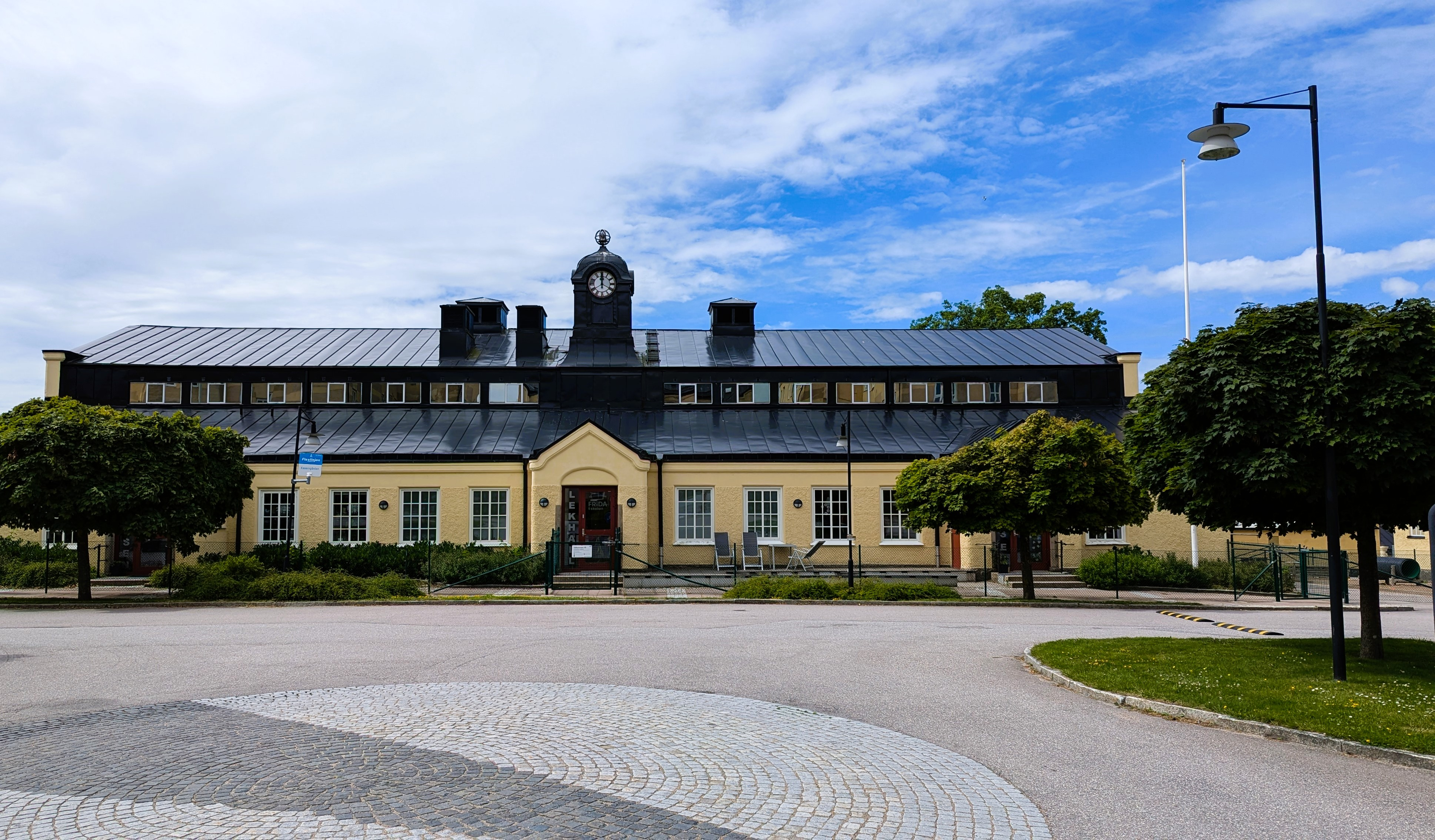
Matsalsbyggnaden vid kasernetablissementet i Uddevalla.
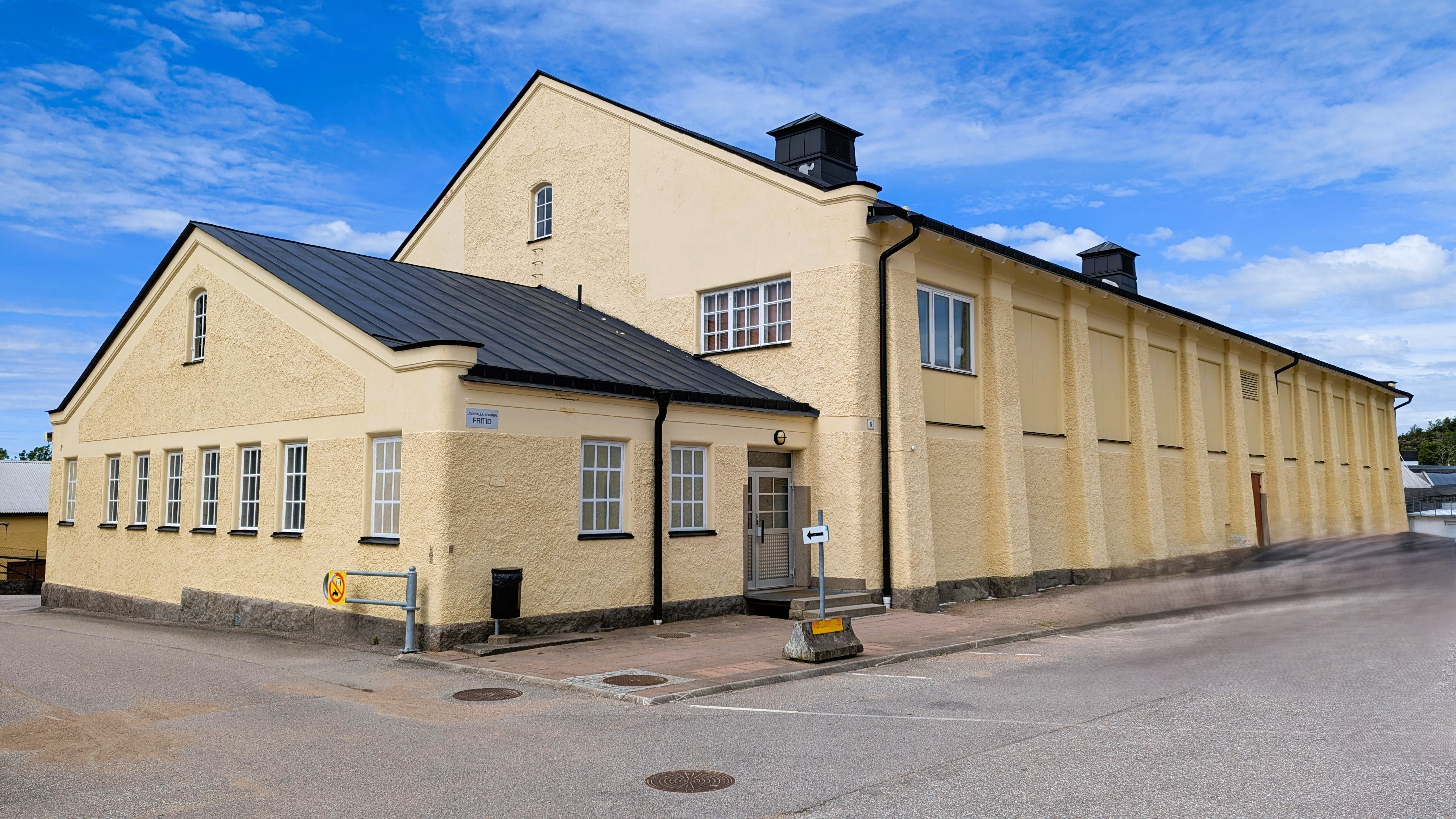
Idrottshallen vid kasernetablissementet i Uddevalla.
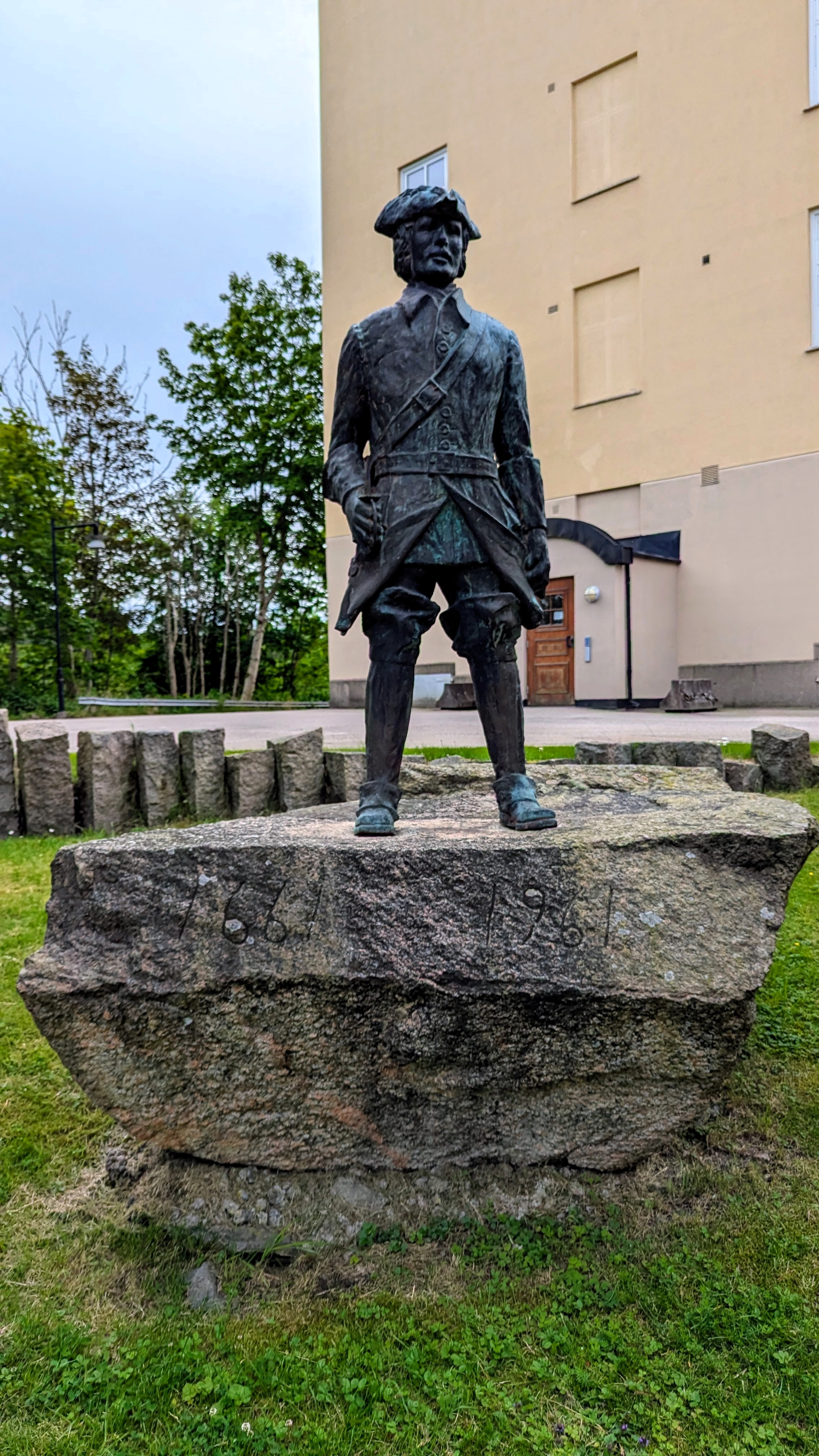
Minnesstaty över Bohuslänsk dragon i Uddevalla.
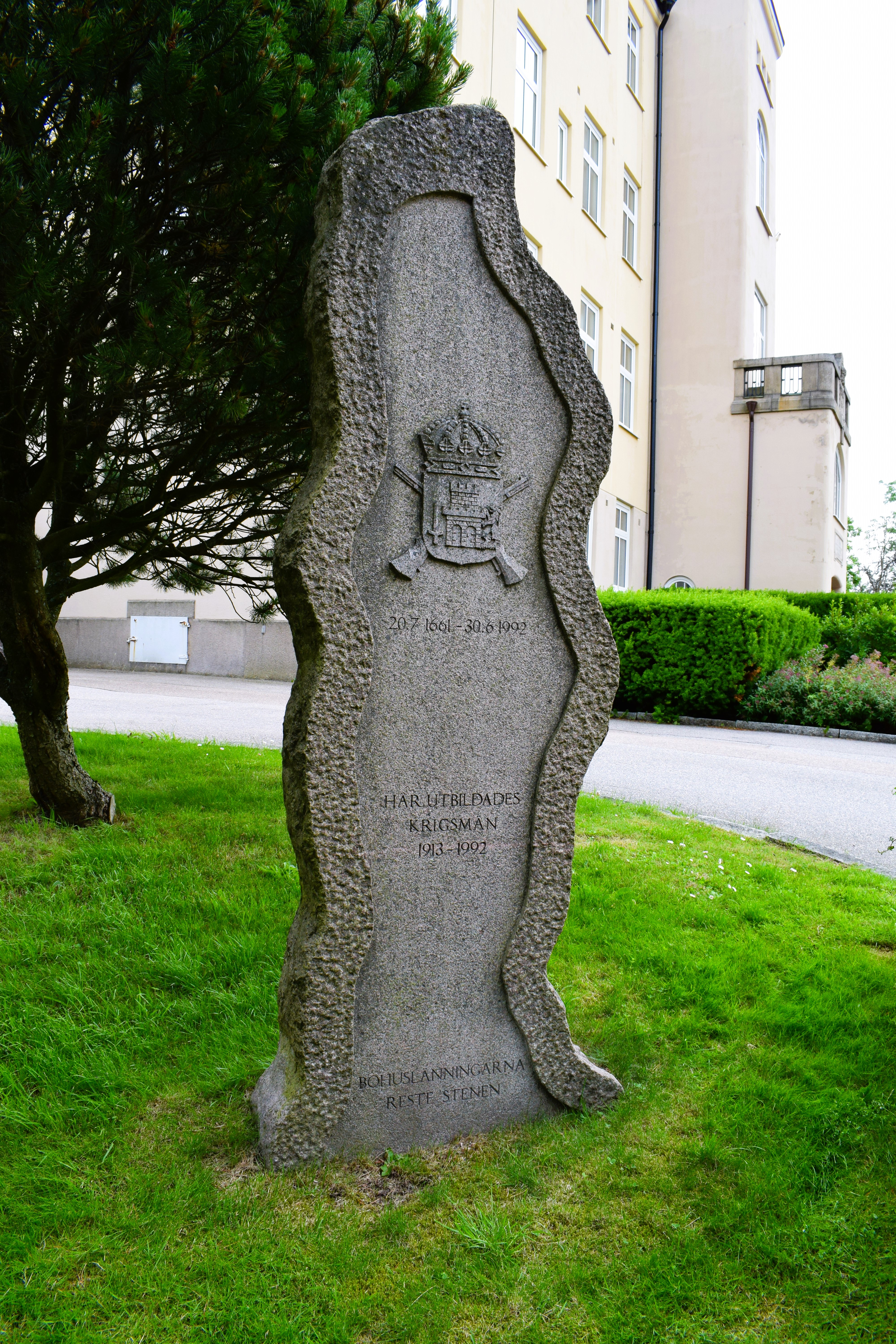
Minnesmärke över Bohusläns regemente i Uddevalla.
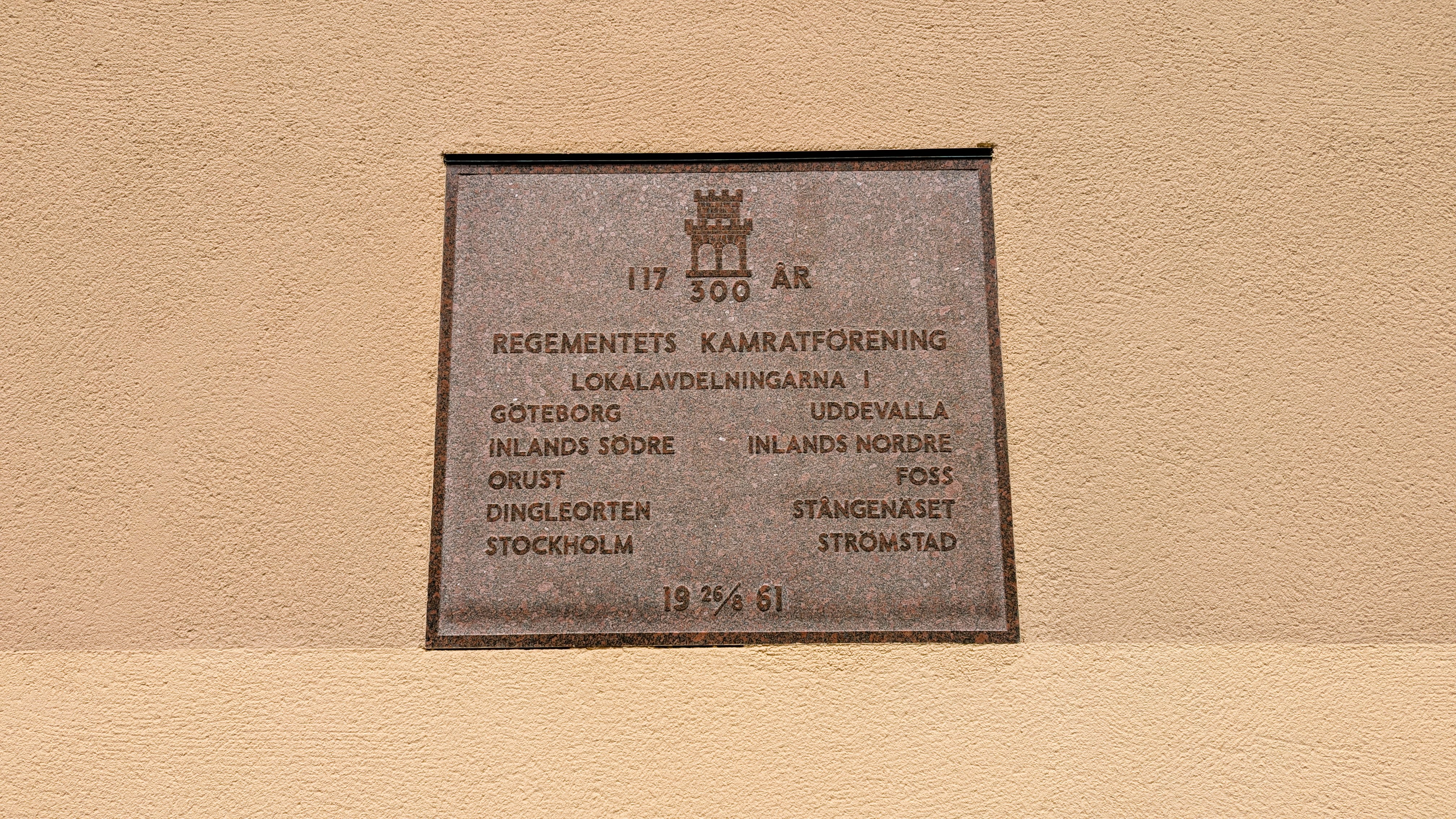
Minnestavla över Bohusläns regementes 300-årsjubileum.
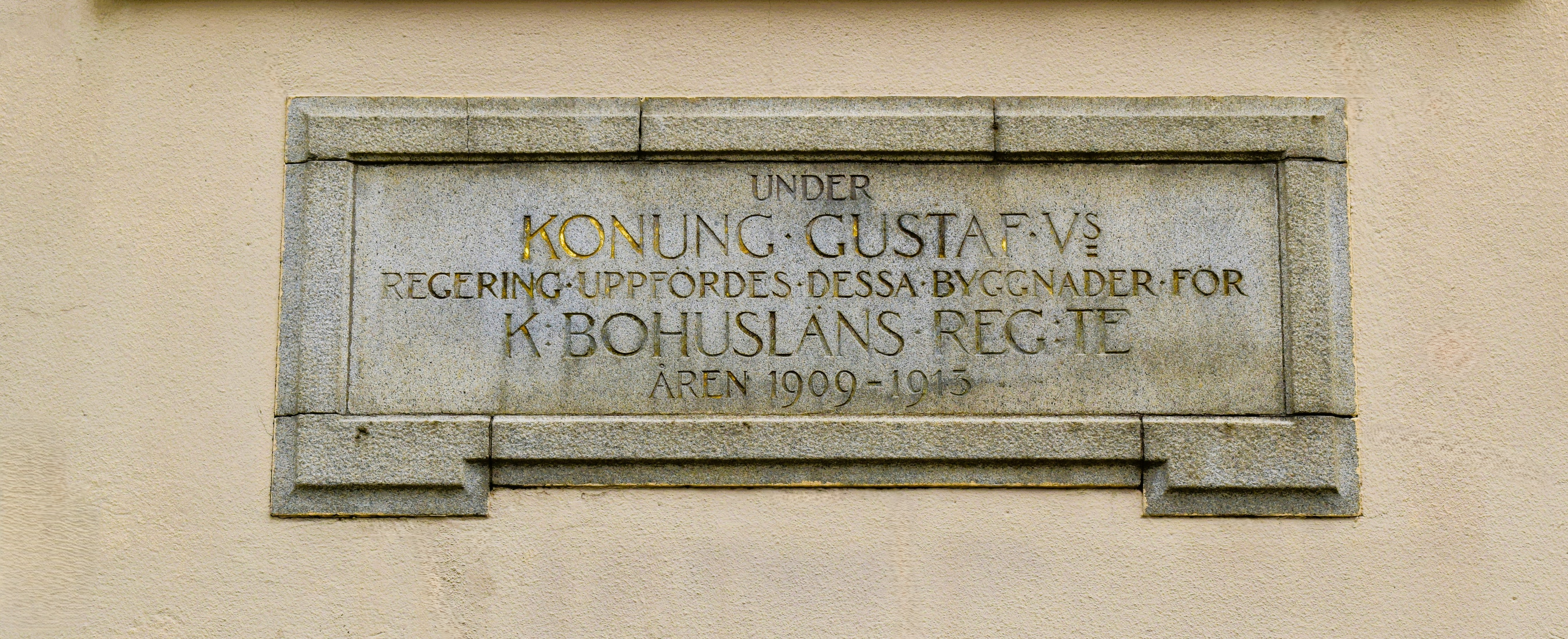
Minnesskylt på kanslihuset över uppförandet av Bohusläns regementes kasernetablissement i Uddevalla.
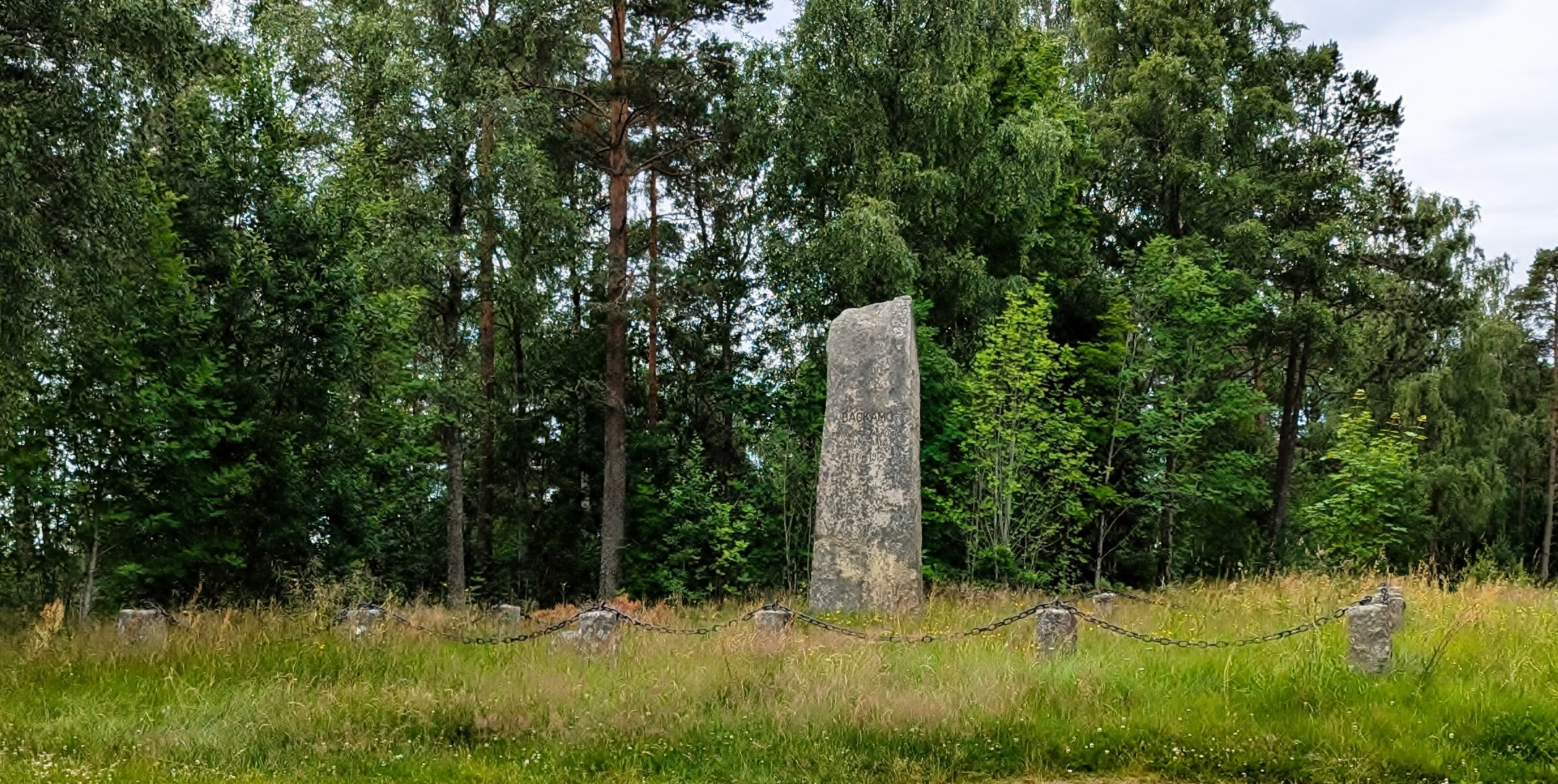
Regementets minnessten i Backamo